# جيمس جوتستين
جيمس جوتستين
جيمس باري«جيم» جوتستين  هو محامي يعمل في ألاسكا متخصص في المسائل التجارية وقانون الأراضي العامة، كما أنه يعرف بأنه محامي يدافع عن الأشخاص الذين يعانون من أمراض عقلية. وسعى جوتستين للتحقق من النمو في إدارة المؤثرات العقلية، وخاصه للأطفال.
ويحاول جوستين أيضا بأن يجعل بدائل لعقاقير النفسية متاحة في ألاسكا، من خلال المنظمات التي أسسها، بما في ذلك سوتيريا-ألاسكا وتشويسيس
في عام 2002، شارك جوتستين في تأسيسه مشروع قانون لحقوق النفسية (Psychiatric Rights)، ويشغل حاليا منصب رئيس المجلس. وهو أيضا عضو في مجلس إدارة المركز الدولي لدراسة الطب النفسي وعلم النفس (ICSPP)..

## التعليم والوظائف المبكره
ترعرع جوتستين في أنكوراج، ألاسكا، وتخرج في عام 1971 من مدرسة ثانوية غرب أنكوراج. في عام 1974، حصل على درجة بكالوريوس العلوم، مع مرتبة الشرف في مجال التمويل، من جامعة أوريغون، في يوجين بولاية أوريغون. أكمل جوتيستن دراسته القانونية في عام 1978، في كلية القانون بجامعة هارفارد. بعد تخرجه من جامعة هارفارد، من عام 1978 إلى عام 1980، عاد جوتيستن إلى ألاسكا، حيث بدأ مشواره القانوني في مكتب محاماة روبرت.ام.غولدبرغ وشركاه..

## المهنة
منذ عام 1985، مارس جوتيستين القانون بشكل مستقل، وإجراء الأعمال ممثلا مكاتب جيمس ب. جوتيستن القانونية. بين عامي 1986 و 1997، مثل جوتستين سكان ألاسكا الذين يعانون من الاضطرابات النفسية لإتحاد الدفاع عن أراضي مرضى الصحة النفسية، مما أدى إلى تسوية تبلغ قيمتها نحو مليار دولار. واستخدمت أجهزة الدولة في ألاسكا الأموال الناتجة عن فدان 1000000 (4,000 كم ²) الأرض الممنوحه، لتدبير الأموال لتشغيل برنامج الدولة في مجال الصحة النفسية.
من عام 1998 إلى 2004، كان عضوا في مجلس الصحة العقلية ألاسكا(AMHB)، حيث شغل منصب رئيس لجنة لتقييم البرنامج ولجان الميزانية.
في يونيو عام 2006، جادل جوتيستين في قضية أمام المحكمة العليا بألاسكا، مايرز في معهد المصحة العقلية، وقضت المحكمة بأن إجراءات التخدير القسرية في ألاسكا غير دستورية.

## الحقوق النفسية والدفاع عن المستهلك
مشروع قانون الحقوق النفسية، ويعرف أيضا باسم "PsychRights"، وهي منظمة غير ربحية تأسست من قبل حوتيستين لتنظيم وتنسيق جيد كجهد قانوني ضد الأدوية النفسية القسري. ومهمتها هي تحقيق العدالة والإنصاف في إدارة الجوانب القانونية لنظام الصحة العقلية وبخاصة في يتعلق بأوامر المحكمة لإعطاء الأدوية النفسية والعلاج بالصدمة الكهربائية ال>ي ليس له مبرر.
بالإضافة إلى مشاركتة في تأسيس الحقوق النفسية، قد شارك أيضا جوتيستين في تأسيس العديد من المنظمات، بما في ذلك:
•	موقع ألاسكا للصحة النفسية (مع كاتسومي كيناستون)، والذي يوفر دعم الأقران ومركزا لإستقبال لمراجعي الصحة النفسية في انكورايج؛
•	شركة تشويسس (CHOICES, Inc). (وجود الملكية للمستهلكون في إنشاء خدمات فعالة)، والذي يوفر نظير المدى، والخدمات البديلة، ولا سيما الحق في اختيار عدم تناول العقاقير النفسية؛
•	الصحة النفسية للمستهلكين في ألاسكا (مع أندريا شموك وباربرا غرين)، والذي شغل منصب عضو مجلس إدارة لمدة عشر سنوات؛
•	شركة بيير بروباريتيس (Peer Properties)، والذي هو حصرا مالك ومشغل للعقارات، ويقدم الأقران (إستهلاك الصحة العقلية) تشغيل الإسكان للأشخاص المصابين بأمراض عقلية خطيرة الذين لا مأوى لهم، عرضة لخطر التشرد، أو يعيشون في أوضاع سيئة، و
•	وتكرس شركة ستوريا-ألاسكا، حيث يشغل جيمس الآن منصب الرئاسة، نفسها لتوفير بديل غير قسري وبشكل أساسي إلى بديل للعلاج النفسي لا يعتمد على العلاج الدوائي، في إطار المبادئ التي وضعتها الطبيبة لورين موشر المتوفاة.

## مذكرات ايلي ليلي
في عام 2006، قدم جيمس جوتيستين وثائقا إلى نيويورك تايمز والتي تبين أن المدراء التنفيذيين لايلي ليللي وشركائها أخفوا معلومات هامة عن الأطباء حول صلة دواء زاي بريكسا (Zyprexa) بالسمنة وميله إلى رفع نسبة السكر في الدم - والتي تعرف بأنها تؤدي لمرض السكري  نيويورك تايمز, وطبقا لمقالة نيويورك تايمز والتي نشرت في 17 ديسمبر، 2006، [4] «ايلي ليلي شاركت في جهد استمر عشر سنوات للتقليل من أهمية المخاطر السلبية لدواء زاي بريكسا، وهوأكثر دواء مبيعا لمرض انفصام الشخصية، وفقا لمئات وثائق ليلي الداخلية ورسائل البريد الإلكتروني بين أفضل مديري الشركات»، كان قد تم الكشف عن معظمها نتيجة لدعاوى قضائية من قبل الأفراد الذين تناولوا العقار، على الرغم أنه قد سرقت وثائق أخرى. ". ". [5] وافقت إيلي ليلي في 4 يناير 2007 لدفع ما يصل إلى 500 مليون دولار لتسوية دعاوى قضائية 18,000 من الأشخاص الذين إدعو بتطويرهم أدوية السكري أو أمراض أخرى بعد أن أخذ زاي بريكسا. بما فيها تسويات سابقة حول زاي بريكسا، ووافقت ليلي الآن لدفع ما لا يقل عن 1.2 مليار دولار 28,500 للناس الذين يدعون أنهم أصيبوا من قبل الأدوية. وقالت الشركة 1,200 دعوى لاتزال معلقة. أخذ دواء زاي بريكسا 20 مليون شخص حول العالم منذ إنتاجة في عام 1996.

## روابط خارجية
- Law Project for Psychiatric Rights
- Gottstein, James B. (2006-06-30). "Alaska Forced Medication Case (Faith Myers v. Alaska Psychiatric Hospital): Alaska Supreme Court Rules Alaska's Forced Drugging Regime Unconstitutional". Law Project for Psychiatric Rights.
- CHOICES, Inc.
- Peer Properties, Inc.
- Soteria-Alaska
- International Center for the Study of Psychiatry and Psychology
- Gottstein, James B. (2007). 'Geld, Rechte und Alternativen. Einforderung gesetzlicher Rechte als Mittel zur Verbreitung von nichtmedizinischen Alternativen'. In Peter Lehmann & Peter Stastny (Eds.), Statt Psychiatrie 2 (pp. 321–331). Berlin / Eugene / Shrewsbury: Antipsychiatrieverlag. ISBN 978-3-925931-38-3.
- Gottstein, James B. (2007). 'Money, Rights and Alternatives: Enforcing Legal Rights as a Mechanism for Creating Non-medical Model Alternatives'. In Peter Stastny & Peter Lehmann (Eds.), Alternatives Beyond Psychiatry (pp. 308–317). Berlin / Eugene / Shrewsbury: Peter Lehmann Publishing. ISBN 978-0-9545428-1-8 (UK), ISBN 978-0-9788399-1-8 (USA)